# New Masses
New Masses est un magazine américain de sensibilité marxiste, fondé en 1926 et disparu en 1948. Il se voulait dans la lignée de The Masses et de The Liberator.
Tandis que The Workers Monthly sombrait dans des considérations théoriques, une partie de l'ancienne équipe de The Liberator s'en va et décide de fonder en mai 1926, New Masses, reprenant la même formule éditoriale et artistique que leur ancien magazine. L'équipe fondatrice comprend en effet Max Eastman, Hugo Gellert (en), Egmont Arens, Joseph Freeman (en), Mike Gold, James Rorty (en), et John French Sloan, des penseurs et des artistes déjà présents dans les précédents titres. En 1929, Walt Carmon (en) rejoint l'éditorial, suivi par Granville Hicks en 1934. Durant la première année, Freeman prend le poste de directeur de la rédaction. De 1927 à 1931, c'est Mike Gold qui reprend la fonction, auquel succède Carmon durant deux ans. Whittaker Chambers dirige le magazine durant l'année 1932. Il est remplacé par Freeman qui reprend ce poste jusqu'en 1933. Granville Hicks lui succède jusqu'en 1936. Par la suite, Freeman reprend la tête du magazine avant qu'une nouvelle équipe prenne le relais. Le magazine a été publié sans interruption jusqu'en janvier 1948, mais affronta durant la guerre une vague anticommuniste,,.
De nombreux écrivains, musiciens et poètes y publièrent leurs textes. Parmi eux, Maxwell Bodenheim (en), Stanley Burnshaw (en), Jack Conroy (en), Aaron Copland, Dorothy Day, John Dos Passos, Theodore Draper (en), Theodore Dreiser, Ralph Ellison, Kenneth Fearing, Albert Halper, Ernest Hemingway, Josephine Herbst (en), Langston Hughes, Meridel Le Sueur, Grace Lumpkin (en), Ruth McKenney (en), Abel Meeropol, Betty Millard (en), Tillie Olsen, Eugene O'Neill, George Oppen, Dorothy Parker, Upton Sinclair, Agnes Smedley, Rex Stout, Richard Wright, William Carlos Williams, Louis Zukofsky... Certains d'entre eux sont les tenants d'une littérature prolétarienne américaine, de par leurs origines et leurs formations.
Un nombre également importants de plasticiens contribua à ce magazine, qui publia plus de 800 couvertures différentes et proposait de nombreux dessins satiriques. On y retrouve par exemple, outre Gellert, auteur de la première une, les travaux de Jacob Burck (en), Wanda Gág, Eitaro Ishigaki (en), Crockett Johnson, Reginald Marsh, Jan Matulka (en), Art Young, Frank Walts...
New Masses fusionne en février 1948 avec Masses & Mainstream édité par Samuel Sillen jusqu'en 1963. 